# Royal Australian Navy
Die Königlich Australische Marine (engl.: Royal Australian Navy, abgekürzt RAN) ist die Seestreitmacht der Streitkräfte des Commonwealth of Australia. Bedingt durch seine Insellage ist sie die wichtigste Teilstreitkraft des Landes und hat eine Stärke von ca. 13.400 Mann.

## Geschichte
Schon während der Besiedlung Australiens operierten die britischen Marinekräfte in den australischen Gewässern, bevor im Jahre 1859 offiziell ein britischer Marinestützpunkt in Australien errichtet wurde.
Die Befürchtung, die britische Marine könnte wegen des Krimkrieges aus australischen Gewässern abgezogen werden, führte dazu, dass 1857 in Port Jackson für die damalige Kolonie New South Wales (NSW) die mit einer 32-Pfünder-Kanone bewaffnete Ketch Spitfire gebaut wurde. Die gleichfalls in Dienst gestellte dampfgetriebene Schaluppe Victoria (mit 580 t) nahm im Dezember 1860 an der ersten überseeischen Landung australischer Seeleute in Neuseeland teil.
Die Kolonie Victoria schuf 1861 eine Naval Brigade mit einer Mannschaftsstärke von zwei Kompanien. NSW folgte 1863 mit einer entsprechenden Einheit. Die Aufgabe dieser landbasierten Truppe war der Hafenschutz. Der Colonial Naval Defence Act ermöglichte eine eigenständige Seeverteidigung der Kolonien. 1868 stellte Victoria die in Jarrow gebaute und mit zehn 4-Zoll-Vorderladern bewaffnete Cerberus sowie einige Kanonenboote in Dienst. NSW erwarb 1863 zu Ausbildungszwecken die HMS Wolverine, ausgestattet mit sechzehn 8-Zoll-, einer 7-Zoll-Kanone und vier 40-Pfündern.

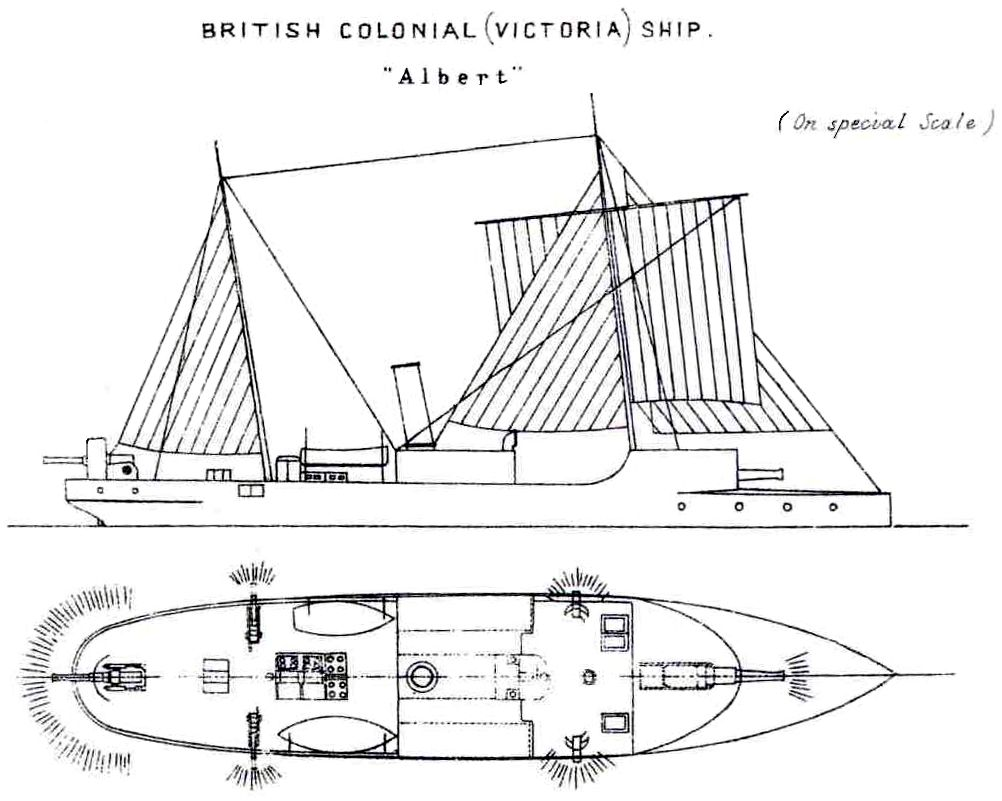
Plan der HMVS Albert aus Brassey’s 1888

1884 gelang der Firma Armstrong der Verkauf von fünf Kanonenbooten des von ihr entwickelten Rendell-Typs an die Kolonien. South Australia erhielt die dort als Kreuzer bezeichnete Protektor (921 t, 14,15 kn, ein 8 Zoll-, fünf 6-Zoll-Geschütze), Victoria die Victoria (544 t, 12,58 kn, ein 10-Zoll-Geschütz) und die Albert (361 t, 10,18 kn, ein 8 Zoll-, ein 6-Zoll-Geschütz) und Queensland die Paluma und Gayundah (beide 385 t, 10,5 kn, ein 8 Zoll-, ein 6-Zoll-Geschütz).
Die australischen Kolonien einigten sich 1887 darauf, das Royal Navy Auxiliary Squadron – unabhängig von den weiterbestehenden Squadronen der einzelnen Kolonien – zur Verteidigung der Heimatgewässer aufzustellen. Für dessen Unterhalt wurde eine Beihilfe an die Royal Navy gezahlt. Sie traf am 5. September 1891 mit den fünf Kreuzern Katoomba, Wallaroo, Tauranga, Ringarooma, Mildura der Pearl-Klasse (von denen zwei in der Regel außer Dienst seien sollten) und den zwei Torpedokanonenbooten Boomerang und Karrakatta der Sharpshooter-Klasse in Sydney ein.
Die Regierung von New South Wales entsandte den Kreuzer HMS Wallaroo (gebaut als Persian, 2575 t) zur Unterdrückung des Boxeraufstandes in chinesische Gewässer. Begleitet wurde sie von der gesamten Marine South-Australias: dem 1884 gebauten Kreuzer Protector (920 t; eine 8-Zoll- und fünf 6-Zoll-Kanonen). An Landungstruppen, die mit Feldgeschützen ausgerüstet waren, wurden 260 Mann aus NSW und 200 aus Victoria abgeordnet. Diese hatten eigentlich nach Südafrika in den Burenkrieg geschickt werden sollen. Nachdem sie in Hongkong mit neuen Waffen ausgerüstet worden waren kämpften sie in Tientsin und Peking, bis sie im März 1901 China wieder verließen.

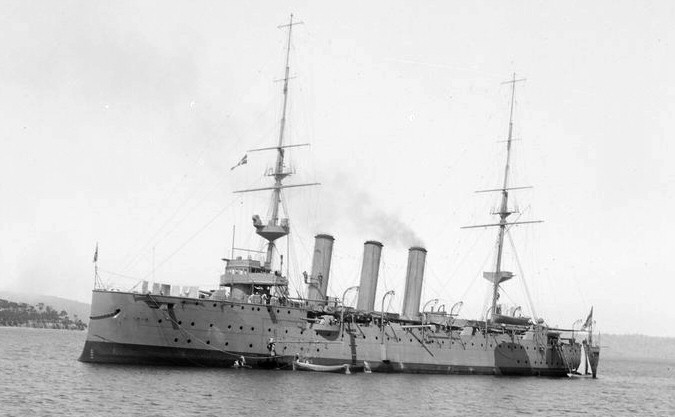
Die HMS Challenger, die der RAN übertragen wurde

Nach dem Naval Agreement Act von 1903, der die Stationierung von Royal Navy Einheiten im Empire und die Beteiligung der Kolonien an den Kosten regelte, sollte das Geschwader der Australia Station aus einem Kreuzer 1. Klasse, zwei der 2. Klasse und vier der 3. Klasse bestehen, die die inzwischen veraltete Auxiliary Squadron ersetzen sollten. 1906 erreichte die Australia Station die vereinbarte Stärke mit dem älteren Geschützten Kreuzer 1. Klasse Powerful als Flaggschiff, den beiden neugebauten Kreuzern der Challenger-Klasse, Challenger und Encounter und der älteren Cambrian, sowie fünf Kreuzern 3. Klasse vom Typ Pelorus mit HMS Psyche, Pegasus, Prometheus, Pioneer und Pyramus. Die Challenger und die kleinen Kreuzer bildeten verstärkt auch Australier aus.
1909 entschied die britische Krone, eine eigene australische Flotte aufzustellen. Es wurde geplant, ein Schlachtschiff, drei Kreuzer, sechs Zerstörer, drei U-Boote und einige Versorgungsschiffe in Dienst zu stellen. Die ersten beiden Zerstörer, die Yarra und die Parramatta, trafen im November 1910 in australischen Gewässern ein. Im folgenden Juli 1911 verlieh König George V. der Flotte den Titel „Royal Australian Navy“. Im Juni 1912 traf ein dritter Zerstörer, die Warrego ein und 1913 wurde der Schlachtkreuzer Australia und zwei Leichte Kreuzer (Sydney und Melbourne) in Dienst gestellt. Eine Marineakademie zur Ausbildung der Flottenoffiziere wurde 1915 in Jervis Bay eröffnet.

### 1914 bis 1918

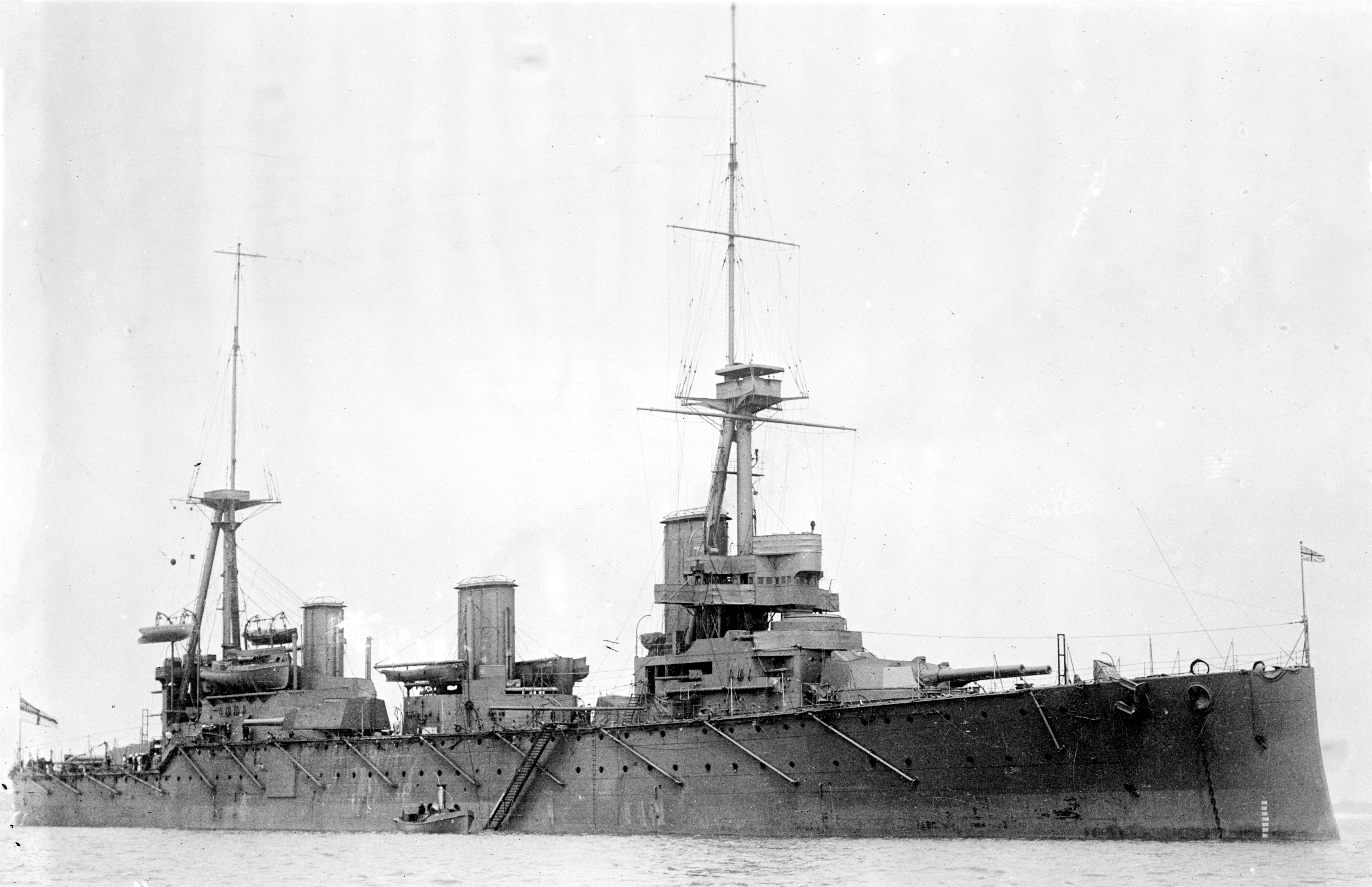
Das Flaggschiff HMAS Australia

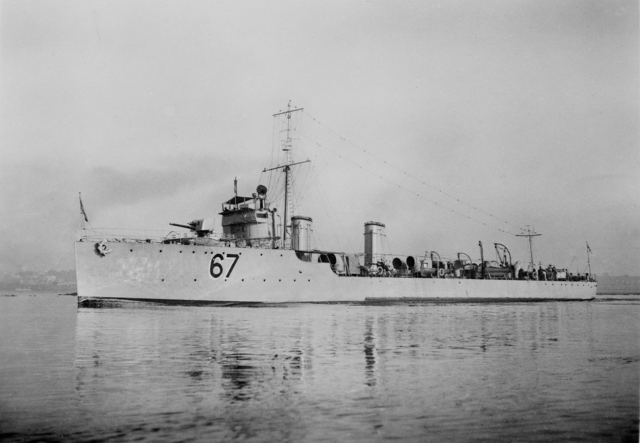
Die Torrens, einer der zweiten drei Torpedobootzerstörer der River-Klasse, die 1916 in Dienst gestellt wurden

Bei Kriegsausbruch 1914 bestand die Flotte aus dem Schlachtkreuzer Australia, vier Leichten Kreuzern (Sydney, Melbourne, Encounter, Pioneer), drei Zerstörern der River-Klasse (Yarra, Parramatta, Warrego), zwei U-Boote (AE1, AE2) und verschiedenen Versorgerschiffen. Als erster Sieg gilt die Zerstörung der Emden am 9. November 1914.
Die Flotte wurde in die britische Royal Navy integriert und auf allen Kriegsschauplätzen eingesetzt. Die Flotte unterstützte die Marineinfanterie bei der Besetzung der damals deutschen Kolonien im Pazifik, z. B. Deutsch-Neuguinea. Danach war die Flotte hauptsächlich mit der Eskortierung von Konvois beschäftigt.
Die Flotte unterstützte die Schlacht von Gallipoli und die australische Marine eröffnete auch die Seeschlacht an den Dardanellen. Dabei verlor sie am 30. April 1915 das U-Boot AE2.

### 1919 bis 1938
Im Dezember 1921 wurde das Flottenflaggschiff Australia ausgemustert und schließlich auf See versenkt. Damit verlor Australien sein einziges Großkampfschiff, jedoch war der Schlachtkreuzer trotz seines geringen Alters bereits veraltet und sein Unterhalt stellte eine unverhältnismäßig große Belastung des verfügbaren Marine-Budgets dar. Dafür wurde im Jahr 1924 die Flotte um sechs U-Boote und sechs Zerstörer ergänzt. Die Bevölkerung der Salomonen erhob sich 1927 gegen die britische Kolonialregierung, die den Aufstand mit einer militärischen Strafexpedition niederschlug. An diesen Kampfhandlungen war die australische Flotte beteiligt. 1928 erhielt die Flotte zwei Schwere Kreuzer der Kent-Klasse.
In den zwanziger und den frühen dreißiger Jahren wurde das Budget für die Flotte gekürzt. Trotzdem wurde 1929 ein Seeflugzeugtender in Dienst gestellt. Fünf weitere alte Zerstörer wurden 1933 angeschafft. Ab 1935 wurden drei Leichte Kreuzer der Amphion-Klasse von der Royal Navy angekauft, die auch mit dem Seeflugzeugtender Albatross bezahlt wurden.

### 1939 bis 1945

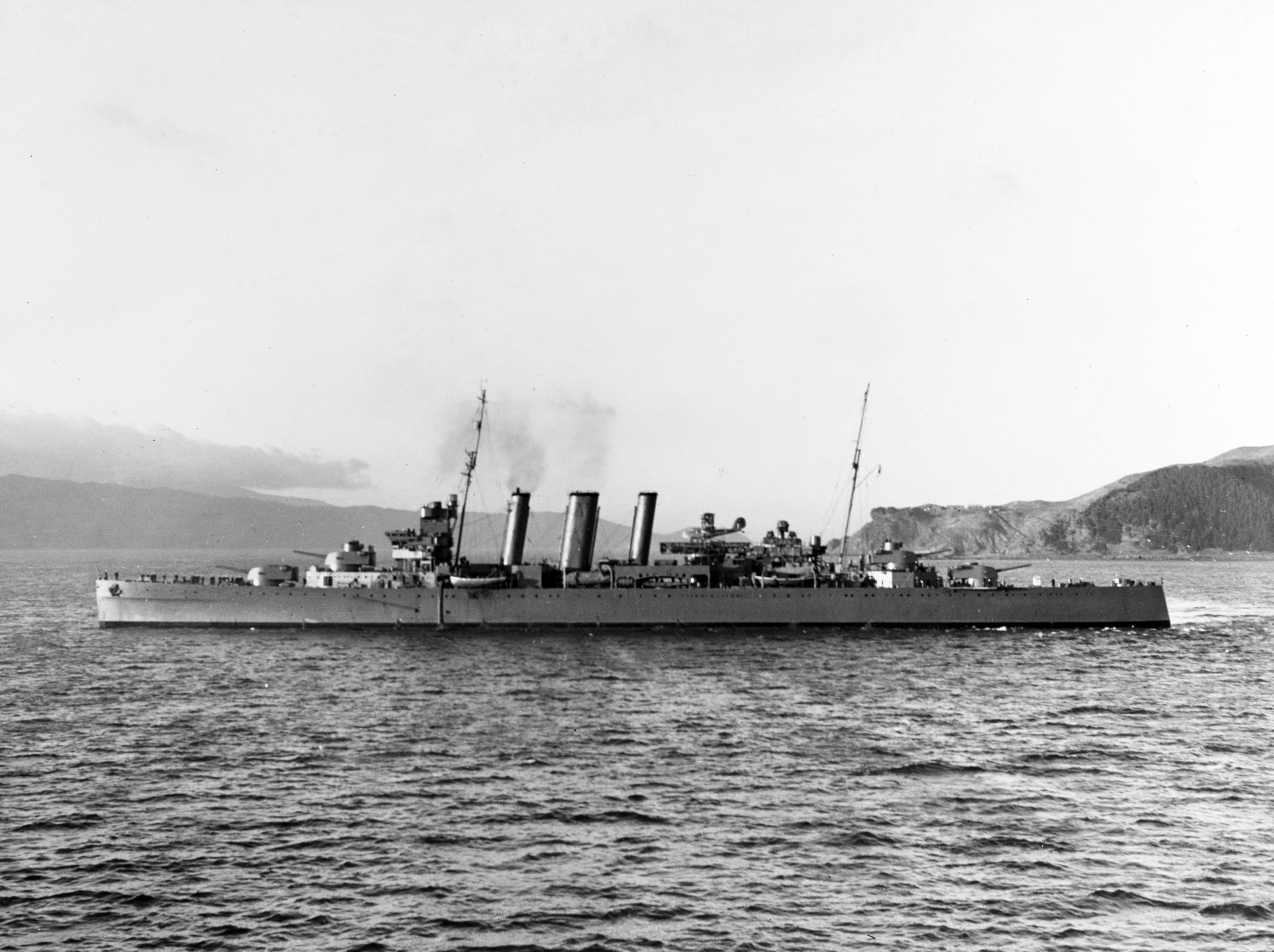
HMAS Canberra

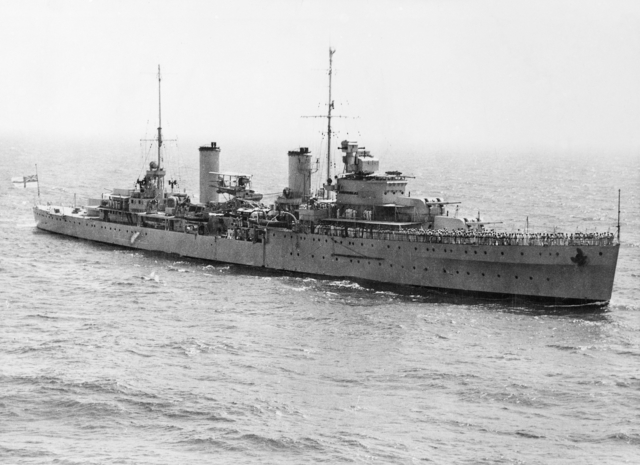
HMAS Sydney

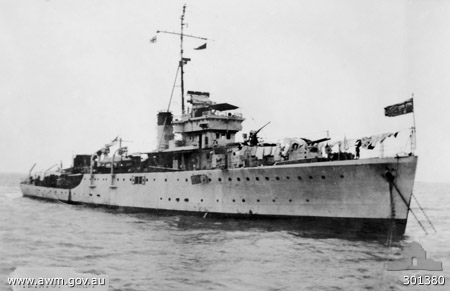
HMAS Swan

Bei Kriegseintritt Großbritanniens und Australiens verfügte die Flotte unter dem britischen Konteradmiral Wilfred Custance über zwei Schwere (HMAS Canberra, Australia) und drei Leichte Kreuzer (Sydney, Hobart, Perth), drei Zerstörer (Vampire, Vendetta, Voyager), zwei Escort Sloops (Swan, Yarra) und das Vermessungsschiff Moresby. Dazu kamen noch das Depotschiff Penguin und in Reserve der ältere Kreuzer Adelaide und die beiden Zerstörer Stuart und Waterhen.
Zu den im Zweiten Weltkrieg eingesetzten Schiffen zählten:
- HMAS Adelaide
- HMAS Armidale, am 1. Dezember 1942 versenkt
- HMAS Arunta
- HMAS Australia
- HMAS Ballarat
- HMAS Bataan
- HMAS Bendigo
- HMAS Canberra, am 9. August 1942 in der Schlacht bei Savo Island gesunken
- HMAS Castlemaine
- HMAS Hobart
- HMAS Kalgoorlie
- HMAS Napier
- HMAS Nepal
- HMAS Nestor, am 16. Juni 1942 im Mittelmeer versenkt
- HMAS Nizam
- HMAS Norman
- HMAS Parramatta, am 27. November 1941 vor Tobruk versenkt
- HMAS Perth, am 1. März 1942 in der Schlacht in der Sundastraße versenkt
- HMAS Stuart
- HMAS Swan
- HMAS Sydney, am 19. November 1941 nach Gefecht mit dem deutschen Hilfskreuzer Kormoran gesunken
- HMAS Vampire, am 9. April 1942 vor Ceylon von japanischen Flugzeugen versenkt
- HMAS Vendetta
- HMAS Voyager, Ende September 1942 in der Schlacht um Timor verloren
- HMAS Warramunga
- HMAS Warrego
- HMAS Warrnambool
- HMAS Waterhen, am 30. Juni 1941 im Mittelmeer versenkt, erster australischer Kriegsverlust
- HMAS Yarra, am 4. März 1942 in Niederländisch-Indien versenkt

Unter dem Kommando der britischen Royal Navy operierte die Flotte auf allen Seekriegsschauplätzen.

### Gegenwart
Seit Amtsantritt des australischen Premierministers Tony Abbott 2013 patrouilliert die Navy verstärkt nördlich von Australien, um es Flüchtlingsbooten unmöglich zu machen, die australische Küste zu erreichen. Vor dem Hintergrund der massiven Aufrüstung der Volksrepublik China auch zur See gab die australische Regierung unter Premierminister Anthony Albanese am 20. Februar 2024 ein umfangreiches Aufrüstungsprogramm bekannt. Die Zahl der großen Überwasser-Einheiten (Zerstörer und Fregatten) sollte von bislang 11 auf 26 vergrößert werden. Zu den neun größeren Einheiten sollten drei aufgerüstete Fregatten der Hobart-Klasse gehören sowie sechs Fregatten der Hunter-Klasse, gebaut von BAE Systems.

## Flotte

### Präfix der Schiffe
Alle Kriegsschiffe der Royal Australian Navy tragen als Namensbestandteil den Präfix „HMAS“ für Her bzw. His Majesty’s Australian Ship.

### Aktueller Bestand
| Schiffsklasse                   | Foto                                                      | Herkunft                            | Schiffe | Anmerkungen |                         |                         |
| Zerstörer und Fregatten         | Zerstörer und Fregatten                                   | Zerstörer und Fregatten             | Zerstörer und Fregatten | Zerstörer und Fregatten | Zerstörer und Fregatten | Zerstörer und Fregatten |
| ------------------------------- | --------------------------------------------------------- | ----------------------------------- | --- | --- | ----------------------- | ----------------------- |
| Hobart                          | HMAS Hobart an der Ausrüstungspier liegend                | Spanien/ Australien                 | HMAS Hobart (DDG 39) HMAS Brisbane (DDG 41) HMAS Sydney (DDG 42) | Flugabwehrzerstörer |                         |                         |
| ANZAC                           | HMAS Stuart (FFH 153) im Jahr 2006                        | BR Deutschland / Australien         | HMAS Anzac (FFH 150) HMAS Arunta (FFH 151) HMAS Warramunga (FFH 152) HMAS Stuart (FFH 153) HMAS Parramatta (FFH 154) HMAS Ballarat (FFH 155) HMAS Toowoomba (FFH 156) HMAS Perth (FFH 157) | Mehrzweckfregatte |                         |                         |
| U-Boote                         |                                                           |                                     | | |                         |                         |
| Collins                         | HMAS Rankin (SSG 78)                                      | Australien                          | HMAS Collins (SSG 73) HMAS Farncomb (SSG 74) HMAS Waller (SSG 75) HMAS Dechaineux (SSG 76) HMAS Shean (SSG 77) HMAS Rankin (SSG 78) | |                         |                         |
| Amphibische Einheiten           |                                                           |                                     | | |                         |                         |
| Canberra                        | HMAS Canberra im November 2014                            | Spanien/ Australien                 | HMAS Canberra (L 02) HMAS Adelaide (L 01) | |                         |                         |
| Bay                             | HMAS Choules im Januar 2012                               | Vereinigtes Königreich / Australien | HMAS Choules (L 100) | |                         |                         |
| LCM-1E                          | L 4403 im Päckchen mit einem weiteren LCM-1E im Jahr 2014 | Spanien                             | L 4401 L 4402 L 4403 L 4404 L 4405 L 4406 L 4407 L 4408 | Jeweils vier der LCM-1E sind, bzw. werden an Bord der Docklandungsschiffe der Canberra-Klasse mitgeführt. Mitte 2015 werden weitere vier Boote in Dienst gestellt, die zu Übungszwecken sowie als Ersatz- bzw. Austauschboote dienen sollen. Diese Landungsboote sind nicht Nachfolger der ausgemusterten Boote der Balikpapan-Klasse. |                         |                         |
| Patrouillenboote                |                                                           |                                     | | |                         |                         |
| Armidale                        | HMAS Albany im Jahr 2010                                  | Malaysia Australien                 | HMAS Armidale (ACPB 83) HMAS Larrakia (ACPB 84) HMAS Bathurst (ACPB 85) HMAS Albany (ACPB 86) HMAS Pirie (ACPB 87) HMAS Maitland (ACPB 88) HMAS Ararat (ACPB 89) HMAS Broome (ACPB 90) HMAS Wollongong (ACPB 92) HMAS Childers (ACPB 93) HMAS Launceston (ACPB 94) HMAS Maryborough (ACPB 95) HMAS Glenelg (ACPB 96) | |                         |                         |
| Minensuchboote                  |                                                           |                                     | | |                         |                         |
| Huon                            | HMAS Diamantina                                           | Italien Australien                  | HMAS Diamantina (M 86) HMAS Yarra (M 87) | |                         |                         |
| Versorgungseinheiten            |                                                           |                                     | | |                         |                         |
| Supply                          | HMAS Stalwart im Jahr November 2022                       | Spanien                             | HMAS Supply (A 195) HMAS Stalwart (A 304) | |                         |                         |
| Vermessungsschiffe              |                                                           |                                     | | |                         |                         |
| Leeuwin                         | HMAS Leeuwin im Oktober 2013                              | Australien                          | HMAS Leeuwin (A 245) HMAS Melville (A 246) | Beide Schiffe wurden 2000 in Dienst gestellt. Zur Erweiterung ihres Einsatzbereichs führen sie je ein Festrumpfschlauchboot sowie drei Boote der Fantome-Klasse mit sich und können von ihrem Hubschrauberdeck aus einen Eurocopter AS 350 operieren lassen.                                                                           |                         |                         |
| Paluma                          | HMAS Benalla im Oktober 2013                              | Australien                          | HMAS Paluma (A 01) HMAS Mermaid (A 02) HMAS Shepparton (A 03) HMAS Benalla (A 04) | Die Katamarane wurden zwischen 1989 und 1990 in Dienst gestellt und sind unbewaffnet. |                         |                         |
| Einheiten mit ziviler Besatzung |                                                           |                                     | | |                         |                         |
| Bandicoot                       | MSA Bandicoot im Januar 2007                              | Singapur                            | MSA Bandicoot (Y 298) MSA Wallaroo (Y 299) | 1991 als Minenabwehrfahrzeuge in Dienst gestellt sind beide Schiffe seit 2010 nur noch Reserve–Schlepper der RAN. |                         |                         |
| Young Endeavour                 | STS Young Endeavour im September 2013                     | Vereinigtes Königreich              | STS Young Endeavour | 1988 im Dienst der RAN und dort dem Kommando der Mine Warfare, Hydrographic and Patrol Boat Force unterstellt, dient es hauptsächlich der seglerischen Schulung Jugendlicher im Rahmen des Programms „Young Endeavour Youth Scheme“.                                                                                                   |                         |                         |

### Modernisierung der Flotte

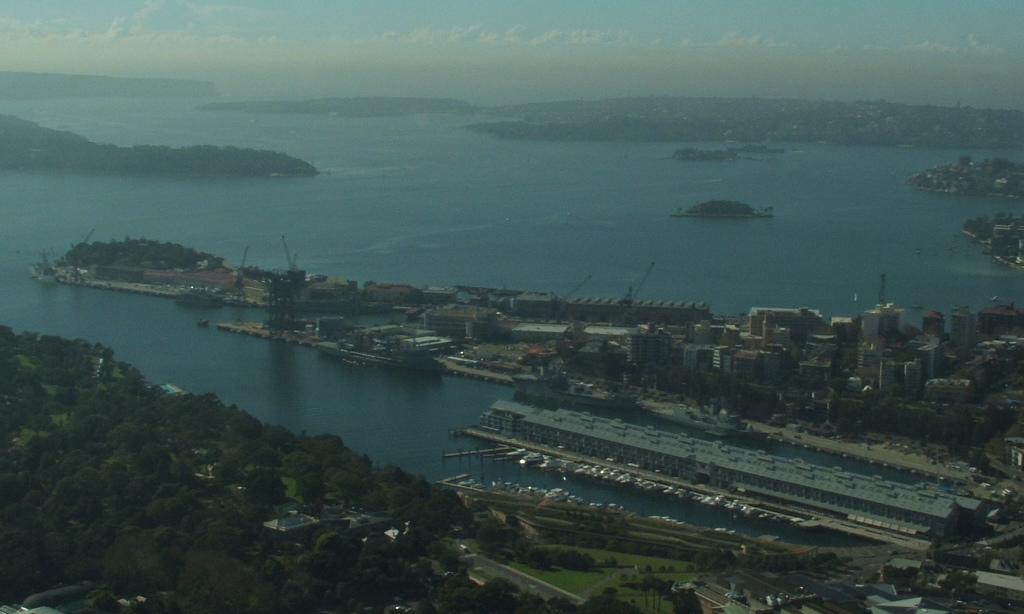
Flottenstützpunkt Sydney

Aufgrund des 2017 verabschiedeten „Naval Shipbuilding Plan“ wird Australien in den kommenden Jahren 90 Milliarden australische Dollar in neue schwimmende Einheiten investieren. Über eine Milliarde Dollar sollen in den Ausbau der maritimen Infrastruktur (Werftbau, Facharbeiterausbildung) fließen. Bereits 2009 wurde das Weißbuch Defending Australia in the Asia Pacific Century: Force 2030 veröffentlicht.

#### Überwasserschiffe
Im Rahmen der Vorgaben des Weißbuchs Defending Australia in the Asia Pacific Century: Force 2030 sollen die vorhandenen Vermessungsschiffe, die Patrouillen- und die Minenjagdboote, ähnlich dem britischen Future-Surface-Combatant-Programm, mittel- bis langfristig durch eine neue Klasse von Korvetten ersetzt werden. Die geplanten zwanzig neuen Offshore Combatant Vessels (OCV) sollen, wie die Schiffe der StanFlex- oder der Littoral-Combat-Klassen, mit modularen Marineschiffssystemen ausgerüstet werden. Ab Ende der 2020er Jahre sollen der Flotte neun Fregatten der Hunter-Klasse zulaufen. Diese sollen die acht Einheiten umfassende ANZAC-Klasse ersetzen. 2018 erhielt der britische Industriekonzern BAE Systems diesen Auftrag in Höhe von über 25 Mrd. US-Dollar.

#### U-Boote
Im April 2016 wurde als Abschluss des Ersatzprojektes für die U-Boote der Collins-Klasse ein Auftrag über Herstellung und Wartung von zwölf U-Booten der Suffren-Klasse mit einem Auftragsvolumen von über 50 Mrd. US-Dollar an den französischen Industriekonzern DCNS vergeben. Die Boote sollten im Gegensatz zur französischen Klasse aber nicht nuklear, sondern dieselelektrisch angetrieben und in Australien gefertigt werden.
2019 erklärte Admiral Greg Sammut vor dem Senat, die zwölf U-Boote würden frühestens 2034 in Betrieb gehen und rund 145 Milliarden Australische Dollar kosten.
Spätestens seit Anfang 2021 kursierten Spekulationen, dass Australien wieder aus dem kostspieligen U-Boot-Vertrag aussteigen wollte und im Juni 2021 äußerte Australiens Premierminister Scott Morrison öffentlich seine Unzufriedenheit mit dem Fortschritt des Projekts.

AUKUS-Staaten

Am 16. September 2021 gaben Australien, das Vereinigte Königreich und die Vereinigten Staaten die Gründung ihrer neuen Sicherheitspartnerschaft AUKUS für den indopazifischen Raum bekannt. Das Bündnis soll es unter anderem Australien ermöglichen, erstmals Atom-U-Boote zu bauen. Die mindestens acht U-Boote sollen in Adelaide gebaut werden. Der U-Boot-Vertrag mit dem französischen Hersteller wurde storniert, was zu einem diplomatischen Zerwürfnis mit Frankreich führte.

### Flottenstützpunkte
- Sydney: HMAS Kuttabul, HMAS Waterhen
- Cairns: HMAS Cairns
- Darwin: HMAS Coonawarra
- Perth: HMAS Stirling

## Marineflieger
Die fliegerischen Verbände der RAN bestehen aus der nach dem Vorbild der gleichnamigen britischen Organisationseinheit geschaffenen Fleet Air Arm (FAA) sowie der Laser Airborne Depth Sounder Flight (LADS-Flight).

### Fleet Air Arm
Die FAA wurde am 3. Juli 1947 als Australian Navy Aviation Group ins Leben gerufen und gliedert sich heute in vier Hubschrauber–Staffeln mit den Nummern 723, 725, 808 und 816. Ihr Stützpunkt ist der Militärflugplatz HMAS Albatross bei Nowra. Befehligt wird die FAA vom Kommodore Vince Di Pietro.
Seit im Jahr 2000 die letzten Flugzeuge des Typs Hawker-Siddeley HS 748 ausgemustert wurden, operieren die Marineflieger der Fleet Air Arm (FAA) ausschließlich mit Hubschraubern. Ein Teil der Einheiten sind Bordhubschrauber der Fregatten. Darüber hinaus werden die Marinehubschrauber auch von den Amphibischen Hubschrauberträgern, den Docklandungsschiffen, den Schiffen der Leeuwin-Klasse und der ADV Ocean Shield aus eingesetzt.
Aktueller Bestand
| Hubschrauber Stand Ende 2017 | Herkunft           | Verwendung            | Version   | Aktiv | Bestellt | Anmerkungen      |
| ---------------------------- | ------------------ | --------------------- | --------- | ----- | -------- | ---------------- |
| Sikorsky MH-60               | Vereinigte Staaten | Transporthubschrauber | MH-60R    | 24    |          | Zulauf 2013–2016 |
| Bell 429                     | Vereinigte Staaten | Schulhubschrauber     |           | 4     |          | Zulauf 2012      |
| Airbus H135                  | Europa             | Schulhubschrauber     | EC-135T2+ | 15    |          | Zulauf seit 2016 |

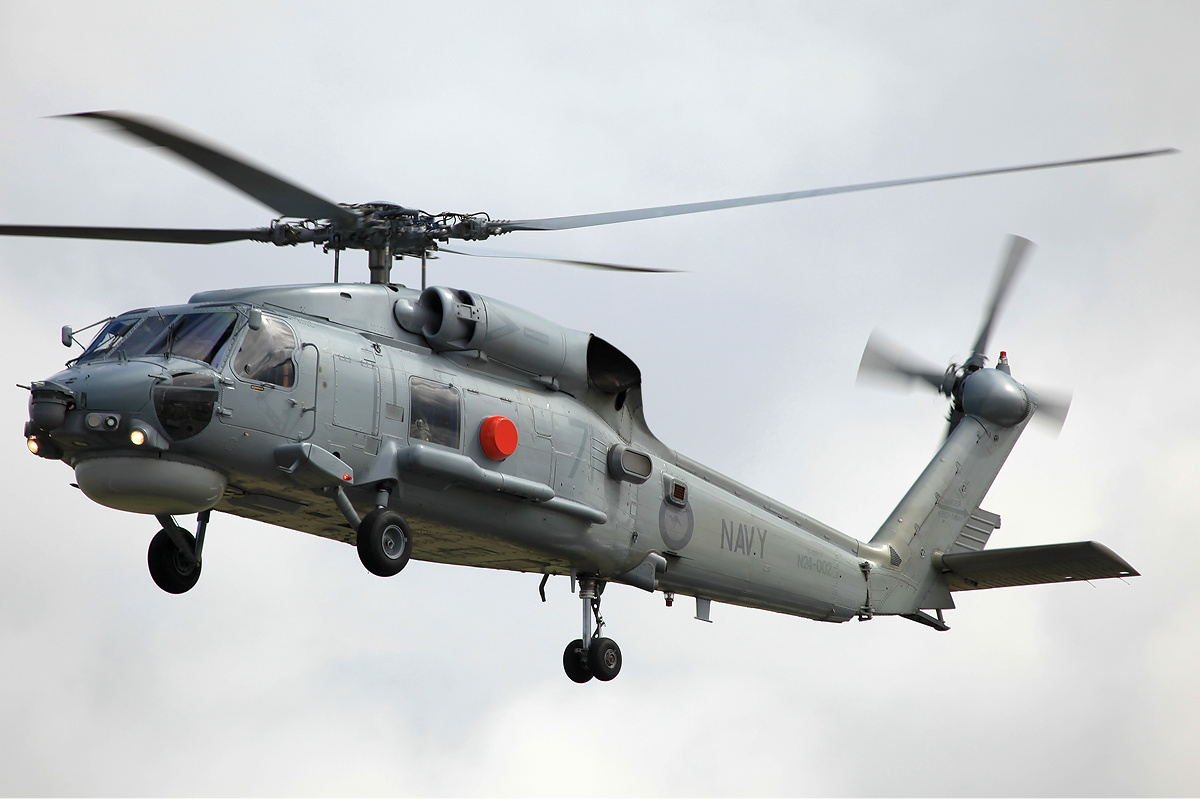
Sikorsky S-70B2 der RAN, a. D. 2017

Hinzu kommen Unbemannte Luftfahrzeuge der Typen Boeing ScanEagle und Camcopter S-100.
Ehemalige Hubschrauber: NHIndustries NH90

### Laser Airborne Depth Sounder Flight
Die LADS-Flight wurde 1992 zwecks Kartografierung der Hoheitsgewässer Australiens etabliert und unterstand der RAN, wurde aber vom Australian Hydrographic Service, der australischen Behörde für Seehydrographie, in Zusammenarbeit mit dem Entwickler des LADS-Systems betrieben. Der Laser Airborne Depth Sounder (LADS) war ein, auf einem Nd:YAG-Laser basierendes System zur Vermessung des Meeresboden, das an Bord eines Turboprop-Flugzeugs stationiert war. Bis 2009 war dies eine Fokker F-27 Friendship. Die LADS-Flight operierte vom internationalen Flugplatz in Cairns aus. Am 6. November 2019 fand der letzte Flug statt.

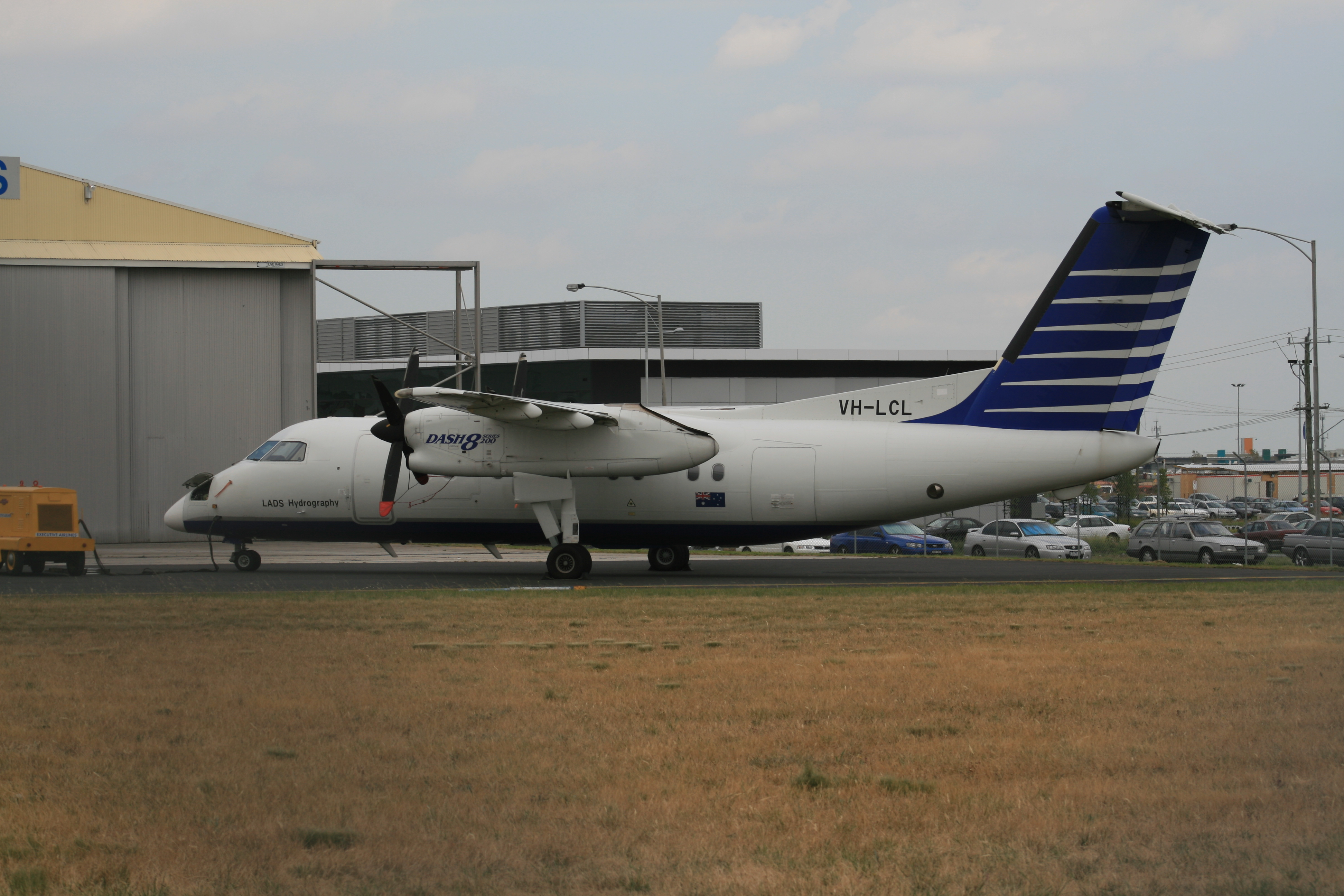
Die Maschine der LADS-Flight 2007 auf dem Flugfeld in Essendon

Aktueller Bestand
| Flugzeuge          | Herkunft | Verwendung   | Version                | Aktiv | Bestellt | Anmerkungen |
| ------------------ | -------- | ------------ | ---------------------- | ----- | -------- | ----------- |
| De Havilland DHC-8 | Kanada   | Seeaufklärer | De Havilland DHC-8-200 | 1     |          |             |

### Fliegerstützpunkte
- Nowra: HMAS Albatross
- Cairns: Cairns Airport